# Ваља Бисеричи (Горж)
Ваља Бисеричи (рум. Valea Bisericii) насеље је у Румунији у округу Горж у општини Самаринешти. Oпштина се налази на надморској висини од 203 m.

## Становништво
Према подацима из 2002. године у насељу је живело 272 становника, од којих су сви румунске националности.